# ابن الجميزي
أبو الحَسن بَهاءُ الدِين علي بن هبة الله بن سلامة بن مُسَلم اللخمي المصري الشافعي المعروف اختصارًا بـ ابن الجميزي (10 ذو الحجة 559 هـ - 24 ذو الحجة 649 هـ / 1164م - 1252م) عالم عربي مُسَلم وأحد فقهاء ومحدثي الشافعية من أهل القاهرة.

## حياته
ازداد عام 1164م بالقاهرة، وحفظ القران الكريم كاملاً وهو ابن عشرة سنين، وصحبه أبوه إلى بلاد الشام وبغداد فسمع من الحافظ ابن عساكر، وأبو الحسن البطائحي، والقاضي شرف الدين بن أبي عصرون التميمي وتفقه على يديه وأكثر وسمع أيضاً من: عبد الحق اليوسفي، ويحيى بن السقلاطُوَني، ومُحَمدٍ بن نسيم، وأبو الطاهر السلفي، وأبو طالبٍ اللخمي، وابن بري النحوي وغيرهم وبرع في المذهب، وخطب في جامع القاهرة وانتهت إليه مشيخة العلم فيها، وروى الكثير في دمشق ومكة والقاهرة، وسمع منه عدد من العُلماء منهم: رضي الدين الطبري، وعلم الدين البرزالي، وزكي الدين المنذري، وابن النجار، وشرف الدين الدمياطي، وابن الصيرفي، والأمين ابن النحاس، وابن الشيرازي وغيرهم الكثير قال شمس الدين الذهبي: «ابن الجميزي علي بن هبة الله اللخمي شيخ الديار المصرية، العلامة، المفتي، المقرئ الشافعي الخطيب المدرس ولد يوم النحر سنة تسعٍ وخمسين وخمس مائة بمصر، وتوفي في ذي الحجة سنة تسع وأربعين وست مائةٍ وقد عاش أرجح من تسعين سنة وأياماً رحمه الله». وقال عنه ابن العماد الحنبلي: «ابن الجميزي العلامة بهاء الدين أبو الحسن علي بن هبة الله بن سلامة بن المسلم بن أحمد بن علي اللخمي المصري الشافعي مسند الديار المصرية وخطيبها ومدرسها، كان رئيس العلماء في وقته، معظماً عند الخاصة والعامة، وعليه مدار الفتوى ببلده، كبير القدر، وافر الحرمة، روى عنه خلائق لا يحصون».